# Josep Donadeu i Cadafalch
Josep Donadeu i Cadafalch (Terrassa, 19 desembre 1927- octubre de 2012) era un polític català, diputat a Corts i alcalde de Terrassa.

## Trajectòria
Estudià a la Universitat de Deusto i a l'IESE, i treballà com a censor jurat d'empreses. Fou membre de l'Opus Dei i milità al Frente de Juventudes, i com a tal formà part del consell de l'escola Viaró i de la junta de l'Atlètic Terrassa Hockey Club.
El 1967 fou nomenat regidor i tinent de cultura pel terç corporatiu a l'ajuntament de Terrassa; el 1971 fou nomenat diputat provincial i alcalde de Terrassa de 1970 a 1976, el primer que no pertanyia a la família directa d'Alfons Sala. Entre juliol de 1972 i febrer de 1973 dirigí accidentalment l'Escola de Bibliologia. Deixà l'alcaldia quan fou nomenat subgovernador civil de Barcelona sota les ordres de Salvador Sánchez-Terán fins a 1977.
Fou governador civil de Girona de 1979 a 1981. Posteriorment fou membre de la gestora del Partit Demòcrata Popular (PDP) a la província de Girona partit amb el qual fou elegit diputat per la província de Barcelona a les eleccions generals espanyoles de 1982, presentant-se en coalició amb Alianza Popular. Després de la ruptura de la coalició entre AP i PDP, fou candidat a les Eleccions al Parlament Europeu de 1987 en les llistes del Partit Demòcrata Popular.